# Fußball-Europameisterschaft der Frauen 2022/Finalrunde
Dieser Artikel umfasst die Spiele der Finalrunde der Fußball-Europameisterschaft der Frauen 2022 mit allen statistischen Details.

## Turnierplan
|  | Viertelfinale | Viertelfinale |             |     | Halbfinale | Halbfinale |  |  | Finale | Finale |
|  |               |               |             |     |            |            |  |  |        |        |
|  | England       | V2V           |             |     |            |            |  |  |        |        |
|  | Spanien       | 1             |             |     |            |            |  |  |        |        |
|  | Spanien       | 1             | England     | 4   |            |            |  |  |        |        |
|  |               |               | England     | 4   |            |            |  |  |        |        |
|  |               | Schweden      | 0           |     |            |            |  |  |        |        |
|  | Schweden      | Schweden      | 0           | 1   |            |            |  |  |        |        |
|  | Schweden      |               |             | 1   |            |            |  |  |        |        |
|  | Belgien       | 0             |             |     |            |            |  |  |        |        |
|  |               |               | England     | V2V |            |            |  |  |        |        |
|  |               | Deutschland   | 1           |     |            |            |  |  |        |        |
|  | Deutschland   | 2             |             |     |            |            |  |  |        |        |
|  | Österreich    | 0             |             |     |            |            |  |  |        |        |
|  | Österreich    | 0             | Deutschland | 2   |            |            |  |  |        |        |
|  |               |               | Deutschland | 2   |            |            |  |  |        |        |
|  |               | Frankreich    | 1           |     |            |            |  |  |        |        |
|  | Frankreich    | Frankreich    | 1           | V1V |            |            |  |  |        |        |
|  | Frankreich    |               |             | V1V |            |            |  |  |        |        |
|  | Niederlande   | 0             |             |     |            |            |  |  |        |        |

V Sieg nach Verlängerung

## Viertelfinale

### England – Spanien 2:1 n. V. (1:1, 0:0)
| England                                                                                            | England | Spanien | Spanien | Aufstellung                       |
| -------------------------------------------------------------------------------------------------- | --- | --- | ------- | --------------------------------- |
| England                                                                                            | \| Mi., 20. Juli 2022 um 20:00 Uhr (21:00 Uhr MESZ) in Brighton and Hove (Brighton Community Stadium) \| \| Zuschauer: 28.994 \| \| Schiedsrichterin: Stéphanie Frappart ( Frankreich) \| \| Spielbericht \| | \| Mi., 20. Juli 2022 um 20:00 Uhr (21:00 Uhr MESZ) in Brighton and Hove (Brighton Community Stadium) \| \| Zuschauer: 28.994 \| \| Schiedsrichterin: Stéphanie Frappart ( Frankreich) \| \| Spielbericht \|                                                                                     | Spanien | Aufstellung England gegen Spanien |
| England                                                                                            | Mary Earps – Lucy Bronze, Millie Bright, Leah Williamson , Rachel Daly (82. Alex Greenwood) – Keira Walsh (116. Jill Scott), Beth Mead (58. Chloe Kelly), Georgia Stanway, Fran Kirby (64. Ella Toone), Lauren Hemp (116. Nikita Parris) – Ellen White (58. Alessia Russo) Cheftrainerin: Sarina Wiegman ( Niederlande) | Sandra Paños – Ona Batlle, Irene Paredes , Mapi León, Olga Carmona – Aitana Bonmatí, Patricia Guijarro, Teresa Abelleira (71. Laia Aleixandri), Marta Cardona (46. Athenea del Castillo), Esther González (77. Sheila García), Mariona Caldentey (100. Amaiur Sarriegi) Cheftrainer: Jorge Vilda | Spanien | Aufstellung England gegen Spanien |
| England                                                                                            | 1:1 Toone (84.) 2:1 Stanway (96.) | 0:1 González (54.) | Spanien | Aufstellung England gegen Spanien |
| England                                                                                            | Greenwood (119.) | León (45.) | Spanien | Aufstellung England gegen Spanien |
| England                                                                                            | Spieler des Spiels: Millie Bright (England) | | Spanien | Aufstellung England gegen Spanien |
| Mi., 20. Juli 2022 um 20:00 Uhr (21:00 Uhr MESZ) in Brighton and Hove (Brighton Community Stadium) | | |         |                                   |
| Zuschauer: 28.994                                                                                  | | |         |                                   |
| Schiedsrichterin: Stéphanie Frappart ( Frankreich)                                                 | | |         |                                   |
| Spielbericht                                                                                       | | |         |                                   |

- Schiedsrichtergespann:  Élodie Coppola und  Manuela Nicolosi (Schiedsrichterassistentinnen),  Lina Lehtovaara (Vierte Offizielle),  Pol van Boekel (Videoassistent),  Dennis Higler (Erster Assistent des Videoassistenten),  Benoît Millot (Zweiter Assistent des Videoassistenten)

### Deutschland – Österreich 2:0 (1:0)
| Deutschland                                                                                 | Deutschland | Österreich | Österreich | Aufstellung                              |
| ------------------------------------------------------------------------------------------- | --- | --- | ---------- | ---------------------------------------- |
| Deutschland                                                                                 | \| Do., 21. Juli 2022 um 20:00 Uhr (21:00 Uhr MESZ) in Brentford (Brentford Community Stadium) \| \| Zuschauer: 16.025 \| \| Schiedsrichterin: Rebecca Welch ( England) \| \| Spielbericht \| | \| Do., 21. Juli 2022 um 20:00 Uhr (21:00 Uhr MESZ) in Brentford (Brentford Community Stadium) \| \| Zuschauer: 16.025 \| \| Schiedsrichterin: Rebecca Welch ( England) \| \| Spielbericht \| | Österreich | Aufstellung Deutschland gegen Österreich |
| Deutschland                                                                                 | Merle Frohms – Giulia Gwinn, Kathrin Hendrich, Marina Hegering, Felicitas Rauch (90.+5' Sophia Kleinherne) – Lena Oberdorf, Sara Däbritz (63. Linda Dallmann), Lina Magull (63. Lena Lattwein) – Svenja Huth (90.+5' Sydney Lohmann), Alexandra Popp , Klara Bühl (82. Jule Brand) Cheftrainerin: Martina Voss-Tecklenburg | Manuela Zinsberger – Laura Wienroither, Carina Wenninger , Marina Georgieva, Verena Hanshaw – Sarah Puntigam (80. Marie-Therese Höbinger), Barbara Dunst, Sarah Zadrazil, Laura Feiersinger, Julia Hickelsberger-Füller (71. Katharina Naschenweng) – Nicole Billa (85. Lisa Makas) Cheftrainerin: Irene Fuhrmann | Österreich | Aufstellung Deutschland gegen Österreich |
| Deutschland                                                                                 | 1:0 Magull (25.) 2:0 Popp (90.) | | Österreich | Aufstellung Deutschland gegen Österreich |
| Deutschland                                                                                 | Däbritz (59.) | Hanshaw (45.), Dunst (85.), Naschenweng (90.+3') | Österreich | Aufstellung Deutschland gegen Österreich |
| Deutschland                                                                                 | 100. Länderspiel von Sarah Zadrazil | | Österreich | Aufstellung Deutschland gegen Österreich |
| Deutschland                                                                                 | Spieler des Spiels: Klara Bühl (Deutschland) | | Österreich | Aufstellung Deutschland gegen Österreich |
| Do., 21. Juli 2022 um 20:00 Uhr (21:00 Uhr MESZ) in Brentford (Brentford Community Stadium) | | |            |                                          |
| Zuschauer: 16.025                                                                           | | |            |                                          |
| Schiedsrichterin: Rebecca Welch ( England)                                                  | | |            |                                          |
| Spielbericht                                                                                | | |            |                                          |

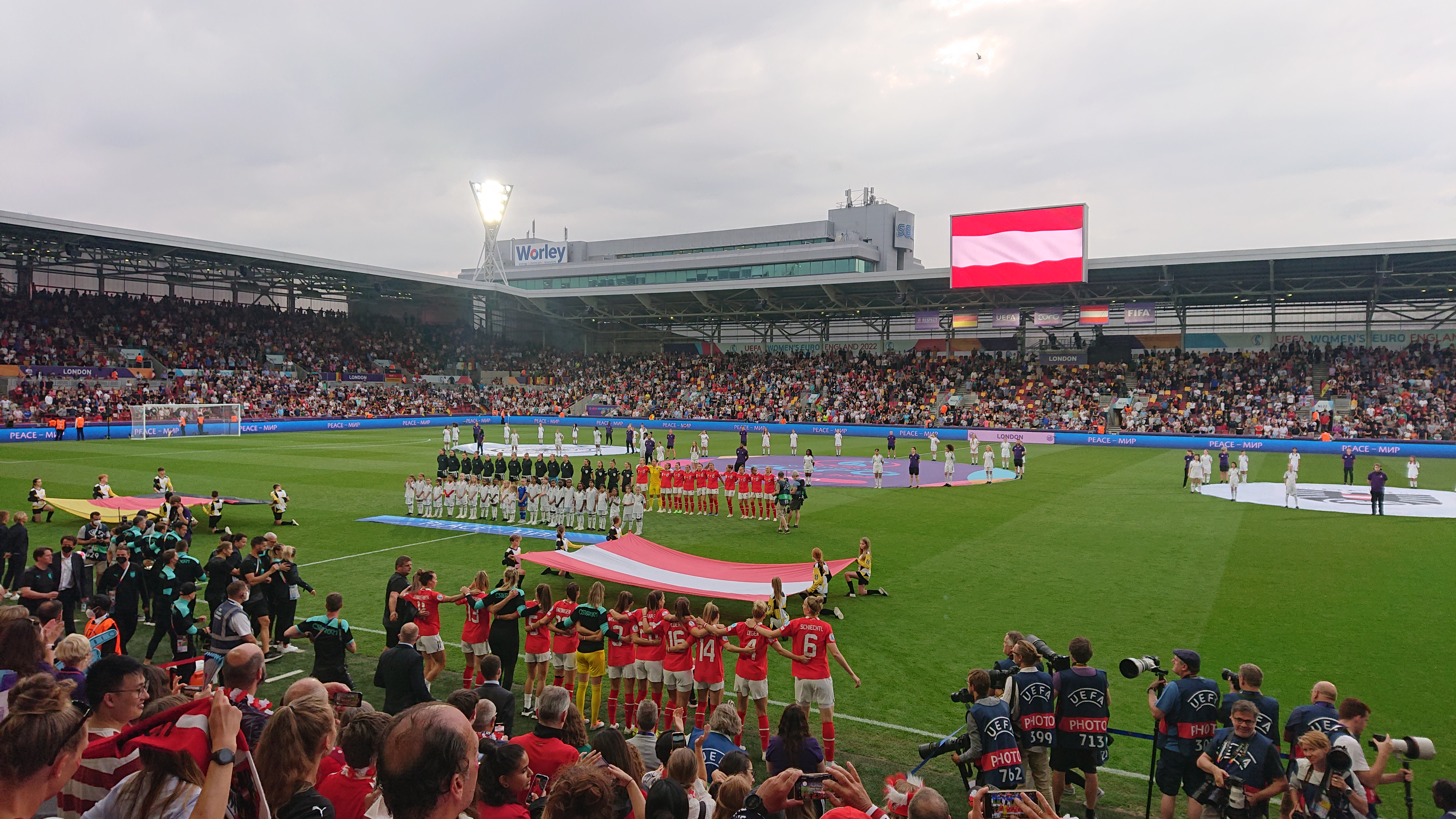
Vor der Partie Deutschland – Österreich

- Schiedsrichtergespann:  Sian Massey und  Lisa Rashid (Schiedsrichterassistentinnen),  Iuliana Demetrescu (Vierte Offizielle),  Tomasz Kwiatkowski (Videoassistent),  Bartosz Frankowski (Erster Assistent des Videoassistenten),  Guillermo Cuadra Fernández (Zweiter Assistent des Videoassistenten)

### Schweden – Belgien 1:0 (0:0)
| Schweden                                                                         | Schweden | Belgien | Belgien | Aufstellung                        |
| -------------------------------------------------------------------------------- | --- | --- | ------- | ---------------------------------- |
| Schweden                                                                         | \| Fr., 22. Juli 2022 um 20:00 Uhr (21:00 Uhr MESZ) in Leigh (Leigh Sports Village) \| \| Zuschauer: 7.517 \| \| Schiedsrichterin: Kateryna Monsul ( Ukraine) \| \| Spielbericht \|                                                                          | \| Fr., 22. Juli 2022 um 20:00 Uhr (21:00 Uhr MESZ) in Leigh (Leigh Sports Village) \| \| Zuschauer: 7.517 \| \| Schiedsrichterin: Kateryna Monsul ( Ukraine) \| \| Spielbericht \|                                                                   | Belgien | Aufstellung Schweden gegen Belgien |
| Schweden                                                                         | Hedvig Lindahl – Amanda Ilestedt, Linda Sembrant, Magdalena Eriksson, Amanda Nildén – Filippa Angeldal (84. Hanna Bennison), Kosovare Asllani , Nathalie Björn – Johanna Rytting Kaneryd, Stina Blackstenius, Fridolina Rolfö Cheftrainer: Peter Gerhardsson | Nicky Evrard – Laura Deloose (67. Elena Dhont), Sari Kees, Laura De Neve, Davina Philtjens – Julie Biesmans (88. Kassandra Missipo), Justine Vanhaevermaet, Marie Minnaert – Janice Cayman, Tine De Caigny, Tessa Wullaert Cheftrainer: Ives Serneels | Belgien | Aufstellung Schweden gegen Belgien |
| Schweden                                                                         | 1:0 Sembrant (90.+2') | | Belgien | Aufstellung Schweden gegen Belgien |
| Schweden                                                                         | Biesmans (16.), Philtjens (36.) | | Belgien | Aufstellung Schweden gegen Belgien |
| Schweden                                                                         | Spieler des Spiels: Nicky Evrard (Belgien) | | Belgien | Aufstellung Schweden gegen Belgien |
| Fr., 22. Juli 2022 um 20:00 Uhr (21:00 Uhr MESZ) in Leigh (Leigh Sports Village) | | |         |                                    |
| Zuschauer: 7.517                                                                 | | |         |                                    |
| Schiedsrichterin: Kateryna Monsul ( Ukraine)                                     | | |         |                                    |
| Spielbericht                                                                     | | |         |                                    |

- Schiedsrichtergespann:  Maryna Strilezka und  Paulina Baranowska (Schiedsrichterassistentinnen),  Emikar Calderas Barrera (Vierte Offizielle),  Paolo Valeri (Videoassistent),  Maurizio Mariani (Erster Assistent des Videoassistenten),  Harm Osmers (Zweiter Assistent des Videoassistenten)

### Frankreich – Niederlande 1:0 n. V.
| Frankreich                                                                       | Frankreich | Niederlande | Niederlande | Aufstellung                              |
| -------------------------------------------------------------------------------- | --- | --- | ----------- | ---------------------------------------- |
| Frankreich                                                                       | \| Sa., 23. Juli 2022 um 20:00 Uhr (21:00 Uhr MESZ) in Rotherham (New York Stadium) \| \| Zuschauer: 9.764 \| \| Schiedsrichterin: Ivana Martinčić ( Kroatien) \| \| Spielbericht \| | \| Sa., 23. Juli 2022 um 20:00 Uhr (21:00 Uhr MESZ) in Rotherham (New York Stadium) \| \| Zuschauer: 9.764 \| \| Schiedsrichterin: Ivana Martinčić ( Kroatien) \| \| Spielbericht \| | Niederlande | Aufstellung Frankreich gegen Niederlande |
| Frankreich                                                                       | Pauline Peyraud-Magnin – Ève Périsset (106. Marion Torrent), Griedge Mbock Bathy, Wendie Renard , Sakina Karchaoui – Grace Geyoro (87. Clara Matéo), Charlotte Bilbault, Sandie Toletti (106. Ella Palis) – Kadidiatou Diani (106. Ouleymata Sarr), Melvine Malard (62. Selma Bacha), Delphine Cascarino Cheftrainerin: Corinne Diacre | Daphne van Domselaar – Lynn Wilms (115. Damaris Egurrola), Stefanie van der Gragt, Dominique Janssen, Kerstin Casparij (106. Aniek Nouwen) – Jackie Groenen, Daniëlle van de Donk (72. Esmee Brugts), Sherida Spitse (106. Romée Leuchter) – Lineth Beerensteyn (46. Jill Roord), Vivianne Miedema , Victoria Pelova Cheftrainer: Mark Parsons ( England) | Niederlande | Aufstellung Frankreich gegen Niederlande |
| Frankreich                                                                       | 1:0 Périsset (102., Foulelfmeter) | | Niederlande | Aufstellung Frankreich gegen Niederlande |
| Frankreich                                                                       | van der Gragt (72.), Janssen (101.), Miedema (103.) | | Niederlande | Aufstellung Frankreich gegen Niederlande |
| Frankreich                                                                       | Spieler des Spiels: Selma Bacha (Frankreich) | | Niederlande | Aufstellung Frankreich gegen Niederlande |
| Sa., 23. Juli 2022 um 20:00 Uhr (21:00 Uhr MESZ) in Rotherham (New York Stadium) | | |             |                                          |
| Zuschauer: 9.764                                                                 | | |             |                                          |
| Schiedsrichterin: Ivana Martinčić ( Kroatien)                                    | | |             |                                          |
| Spielbericht                                                                     | | |             |                                          |

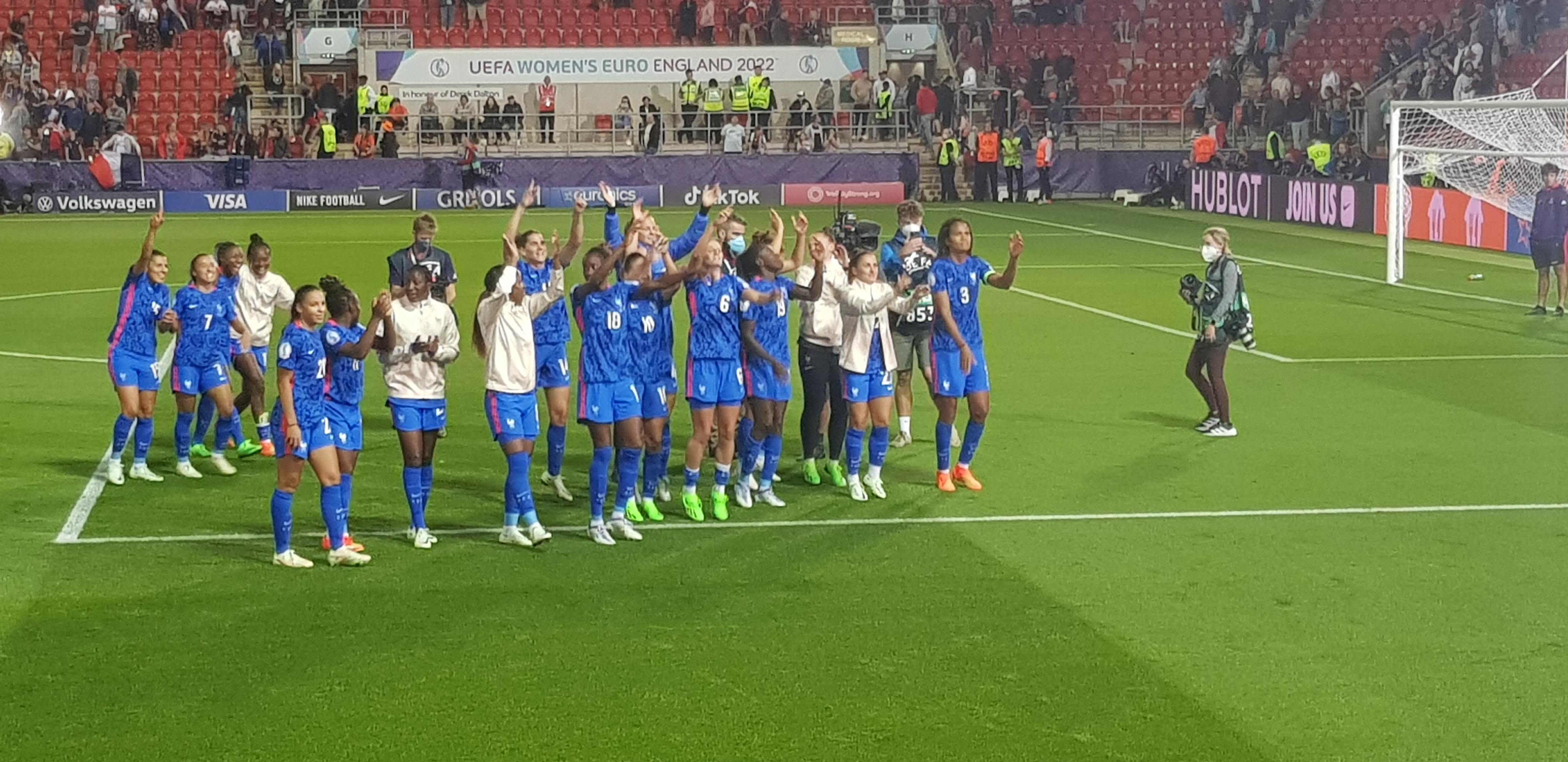
Die französische Mannschaft nach dem Sieg über die Niederländerinnen

- Schiedsrichtergespann:  Sanja Rođak-Karšić und  Staša Špur (Schiedsrichterassistentinnen),  Marta Huerta de Aza (Vierte Offizielle),  Tiago Martins (Videoassistent),  Luís Godinho (Erster Assistent des Videoassistenten),  Tomasz Kwiatkowski (Zweiter Assistent des Videoassistenten)

## Halbfinale

### England – Schweden 4:0 (1:0)
| England                                                                      | England | Schweden | Schweden | Aufstellung                        |
| ---------------------------------------------------------------------------- | --- | --- | -------- | ---------------------------------- |
| England                                                                      | \| Di., 26. Juli 2022 um 20:00 Uhr (21:00 Uhr MESZ) in Sheffield (Bramall Lane) \| \| Zuschauer: 28.624 \| \| Schiedsrichterin: Esther Staubli ( Schweiz) \| \| Spielbericht \| | \| Di., 26. Juli 2022 um 20:00 Uhr (21:00 Uhr MESZ) in Sheffield (Bramall Lane) \| \| Zuschauer: 28.624 \| \| Schiedsrichterin: Esther Staubli ( Schweiz) \| \| Spielbericht \| | Schweden | Aufstellung England gegen Schweden |
| England                                                                      | Mary Earps – Lucy Bronze, Millie Bright, Leah Williamson , Rachel Daly (87. Alex Greenwood) – Georgia Stanway (86. Jill Scott), Keira Walsh – Beth Mead (86. Chloe Kelly), Fran Kirby (79. Ella Toone), Lauren Hemp – Ellen White (57. Alessia Russo) Cheftrainerin: Sarina Wiegman ( Niederlande) | Hedvig Lindahl – Amanda Ilestedt (55. Jonna Andersson), Linda Sembrant (76. Hanna Bennison), Magdalena Eriksson, Hanna Glas – Filippa Angeldal (51. Caroline Seger), Kosovare Asllani , Nathalie Björn – Fridolina Rolfö, Stina Blackstenius (76. Lina Hurtig), Sofia Jakobsson (51. Johanna Rytting Kaneryd) Cheftrainer: Peter Gerhardsson | Schweden | Aufstellung England gegen Schweden |
| England                                                                      | 1:0 Mead (34.) 2:0 Bronze (48.) 3:0 Russo (68.) 4:0 Kirby (77.) | | Schweden | Aufstellung England gegen Schweden |
| England                                                                      | Stanway (85.) | Björn (73.) | Schweden | Aufstellung England gegen Schweden |
| England                                                                      | Spieler des Spiels: Beth Mead (England) | | Schweden | Aufstellung England gegen Schweden |
| Di., 26. Juli 2022 um 20:00 Uhr (21:00 Uhr MESZ) in Sheffield (Bramall Lane) | | |          |                                    |
| Zuschauer: 28.624                                                            | | |          |                                    |
| Schiedsrichterin: Esther Staubli ( Schweiz)                                  | | |          |                                    |
| Spielbericht                                                                 | | |          |                                    |

- Schiedsrichtergespann:  Susann Küng und  Sara Telek (Schiedsrichterassistentinnen),  Kateryna Monsul (Vierte Offizielle),  Pol van Boekel (Videoassistent),  Dennis Higler (Erster Assistent des Videoassistenten),  Paolo Valeri (Zweiter Assistent des Videoassistenten)

### Deutschland – Frankreich 2:1 (1:1)
| Deutschland                                                                    | Deutschland | Frankreich | Frankreich | Aufstellung                              |
| ------------------------------------------------------------------------------ | --- | --- | ---------- | ---------------------------------------- |
| Deutschland                                                                    | \| Mi., 27. Juli 2022 um 20:00 Uhr (21:00 Uhr MESZ) in Milton Keynes (Stadium MK) \| \| Zuschauer: 27.445 \| \| Schiedsrichterin: Cheryl Foster ( Wales) \| \| Spielbericht \| | \| Mi., 27. Juli 2022 um 20:00 Uhr (21:00 Uhr MESZ) in Milton Keynes (Stadium MK) \| \| Zuschauer: 27.445 \| \| Schiedsrichterin: Cheryl Foster ( Wales) \| \| Spielbericht \| | Frankreich | Aufstellung Deutschland gegen Frankreich |
| Deutschland                                                                    | Merle Frohms – Giulia Gwinn, Kathrin Hendrich, Marina Hegering (81. Sara Doorsoun), Felicitas Rauch – Lina Magull (68. Linda Dallmann), Lena Oberdorf, Sara Däbritz (68. Sydney Lohmann) – Svenja Huth (90.+1 Tabea Waßmuth), Alexandra Popp , Jule Brand Cheftrainerin: Martina Voss-Tecklenburg | Pauline Peyraud-Magnin – Sakina Karchaoui, Wendie Renard , Griedge Mbock Bathy, Ève Périsset – Onema Grace Geyoro, Sandie Toletti (80. Ouleymata Sarr), Charlotte Bilbault – Delphine Cascarino (61. Clara Matéo), Melvine Malard (46. Selma Bacha), Kadidiatou Diani Cheftrainerin: Corinne Diacre | Frankreich | Aufstellung Deutschland gegen Frankreich |
| Deutschland                                                                    | 1:0 Popp (40.) 2:1 Popp (76.) | 1:1 Frohms (44., Eigentor) | Frankreich | Aufstellung Deutschland gegen Frankreich |
| Deutschland                                                                    | Gwinn (74.), Oberdorf (90.+4) | Toletti (21.), Bacha (56.) | Frankreich | Aufstellung Deutschland gegen Frankreich |
| Deutschland                                                                    | Spieler des Spiels: Alexandra Popp (Deutschland) | | Frankreich | Aufstellung Deutschland gegen Frankreich |
| Mi., 27. Juli 2022 um 20:00 Uhr (21:00 Uhr MESZ) in Milton Keynes (Stadium MK) | | |            |                                          |
| Zuschauer: 27.445                                                              | | |            |                                          |
| Schiedsrichterin: Cheryl Foster ( Wales)                                       | | |            |                                          |
| Spielbericht                                                                   | | |            |                                          |

- Schiedsrichtergespann:  Michelle O’Neill und  Guadalupe Porras Ayuso (Schiedsrichterassistentinnen),  Lina Lehtovaara (Vierte Offizielle),  Tomasz Kwiatkowski (Videoassistent),  Bartosz Frankowski (Erster Assistent des Videoassistenten),  Tiago Martins (Zweiter Assistent des Videoassistenten)

Einen Tag vor der Partie wurde Stürmerin Klara Bühl positiv auf Corona getestet und verpasste dadurch das Halbfinale.

## Finale

### England – Deutschland 2:1 n.V. (1:1, 0:0)
| England                                                                      | England | Deutschland | Deutschland | Aufstellung                           |
| ---------------------------------------------------------------------------- | --- | --- | ----------- | ------------------------------------- |
| England                                                                      | \| So., 31. Juli 2022 um 17:00 Uhr (18:00 Uhr MESZ) in London (Wembley-Stadion) \| \| Zuschauer: 87.192[2] \| \| Schiedsrichterin: Kateryna Monsul ( Ukraine) \| \| Spielbericht \| | \| So., 31. Juli 2022 um 17:00 Uhr (18:00 Uhr MESZ) in London (Wembley-Stadion) \| \| Zuschauer: 87.192[2] \| \| Schiedsrichterin: Kateryna Monsul ( Ukraine) \| \| Spielbericht \| | Deutschland | Aufstellung England gegen Deutschland |
| England                                                                      | Mary Earps – Lucy Bronze, Millie Bright, Leah Williamson , Rachel Daly (88. Alex Greenwood) – Georgia Stanway (88. Jill Scott), Keira Walsh – Beth Mead (63. Chloe Kelly), Fran Kirby (55. Ella Toone), Lauren Hemp (120. Nikita Parris) – Ellen White (55. Alessia Russo) Cheftrainerin: Sarina Wiegman ( Niederlande) | Merle Frohms – Giulia Gwinn, Kathrin Hendrich, Marina Hegering (103. Sara Doorsoun), Felicitas Rauch (113. Lena Lattwein) – Lina Magull (91. Linda Dallmann), Lena Oberdorf, Sara Däbritz (73. Sydney Lohmann) – Svenja Huth , Lea Schüller (67. Nicole Anyomi), Jule Brand (46. Tabea Waßmuth) Cheftrainerin: Martina Voss-Tecklenburg | Deutschland | Aufstellung England gegen Deutschland |
| England                                                                      | 1:0 Toone (62.) 2:1 Kelly (110.) | 1:1 Magull (79.) | Deutschland | Aufstellung England gegen Deutschland |
| England                                                                      | Stanway (23.), White (23.), Russo (100.), Kelly (111.) | Rauch (40.), Oberdorf (57.), Schüller (57.) | Deutschland | Aufstellung England gegen Deutschland |
| England                                                                      | Spieler des Spiels: Keira Walsh (England) | | Deutschland | Aufstellung England gegen Deutschland |
| So., 31. Juli 2022 um 17:00 Uhr (18:00 Uhr MESZ) in London (Wembley-Stadion) | | |             |                                       |
| Zuschauer: 87.192                                                            | | |             |                                       |
| Schiedsrichterin: Kateryna Monsul ( Ukraine)                                 | | |             |                                       |
| Spielbericht                                                                 | | |             |                                       |

- Schiedsrichtergespann:  Maryna Strilezka und  Paulina Baranowska (Schiedsrichterassistentinnen),  Stéphanie Frappart (Vierte Offizielle),  Paolo Valeri (Videoassistent),  Maurizio Mariani (Erster Assistent des Videoassistenten),  Pol van Boekel (Zweiter Assistent des Videoassistenten)

Das Spiel wurde im Nachhinein als Duell auf Augenhöhe beschrieben. Vor allem von deutscher Seite wurde jedoch kritisiert, dass der Video-Assistent bei einem Handspiel von Leah Williamson nahe der Torlinie in der 26. Minute trotz Überprüfung nicht auf Handelfmeter entschied. Alexandra Popp, die bis dahin in jedem Spiel der Europameisterschaft für Deutschland getroffen hatte, konnte verletzungsbedingt nicht am Finale teilnehmen.
Für die englische Frauennationalmannschaft war die Begegnung die insgesamt dritte Finalteilnahme bei einer Europameisterschaft und die erste seit der Europameisterschaft im Jahr 2009 (bei der England gegen Deutschland 2:6 verlor). Die erste Finalteilnahme im Jahr 1984 verlor England mit 3:4 im Elfmeterschießen gegen Schweden.
Für die deutsche Frauennationalmannschaft war die Begegnung die insgesamt neunte Finalteilnahme bei einer Europameisterschaft und die erste seit der Europameisterschaft im Jahr 2013 (die sie mit 1:0 gegen Norwegen gewann). Erstmals hat die deutsche Frauennationalmannschaft ein EM-Finale nicht gewonnen.
Mit diesem Turniersieg hat England erstmals seit der Fußball-Weltmeisterschaft 1966 ein großes internationales Fußballturnier gewonnen. Beide Turnieraustragungen eint, dass sie in England (und die Finals in Wembley) stattfanden.
Zum vierten Mal ging ein Finale im Wembley-Stadion in die Verlängerung: 1966 gewann England bei der WM mit 4:2 gegen Deutschland nach Verlängerung, 1996 Deutschland bei der EM gegen Tschechien mit 2:1 nach Golden Goal und 2021 Italien bei der EM gegen England im Elfmeterschießen.
Das Finale fand vor 87.192 Zuschauern statt; ein Rekord für ein Frauenfußball-Länderspiel in Europa. Mit dem Sieg ihrer Mannschaft wurde Sarina Wiegman die erste Trainerin, die eine Fußballeuropameisterschaft mit zwei unterschiedlichen Nationalmannschaften gewann.
Für Lucy Bronze war es das 100. Länderspiel, wovon sie vier für die britische Mannschaft bei den Olympischen Spielen 2020 bestritt.